# Mesochorus nigrifemoratus
Mesochorus nigrifemoratus är en stekelart som beskrevs av Dasch 1974. Mesochorus nigrifemoratus ingår i släktet Mesochorus och familjen brokparasitsteklar. Inga underarter finns listade i Catalogue of Life.